# Костянтин Збаразький
Костянтин Збаразький (*д/н —1606/1607) — представник українського князівського і магнатського роду.

## Життєпис
Походив зі впливового роду Збаразьких гербу Корибут. Другий син Владислава Збаразького та Софії Пшилуської. Про дату народження дотепер відсутні відомості. Виховувався в соціанській вірі.
Після смерті у 1582 році батька поділив майно з братами Стефаном і Петром, отримавши місто Купіль з округою. У 1589 році брав участь у боях, відбиваючи напад кримських татар на Поділля й Волинь. Очолював загін під орудою свого родича Януша Збаразького. Звитяжив у боях за Збараж, хоча його не вдалося захистити. Є версія, що начебто пораненим потрапив у полон до татар під час їх переслідування, втім це непевне.
Приблизно в 1590-х роках одружився з кальвіністкою Барбарою Ходоровською, отримавши як посаг частину Ожиговецького ключа. Про стосунки подружжя немає відомостей. Помер 1606 або 1607 року.